# Роббинс, Том
Том Роббинс (англ. Tom Robbins; 22 июля 1932, Блоуинг-Рок, Северная Каролина — 9 февраля 2025, Ла Коннер, Вашингтон) — американский писатель, известен по экранизации своего романа «Даже девушки-ковбои иногда грустят» режиссёра Гаса Ван Сента.

## Биография
Том Роббинс родился в штате Северная Каролина в семье Джорджа Томаса и Кэтрин Энн Роббинсов. Том — старший из четырёх детей, у него три младшие сестры. Оба деда Тома Роббинса были священниками Южной баптистской конвенции. Детство Роббинса прошло в городке Блоуинг-Рок, откуда семья переехала в 1947 году, обосновавшись в городе Варшава в штате Виргиния.
Роббинс учился на факультете журналистики Университета Вашингтона и Ли в Лексингтоне (Виргиния), но был вынужден оставить обучение в 1952 году в связи с нареканиями к дисциплине. В 1954 году пошёл служить в Военно-воздушные силы США, проведя два года в Корее в должности метеоролога. После увольнения в 1957 году Роббинс поступил в школу искусств Университета Виргинии, где помимо прочего редактировал студенческую газету.

## Личная жизнь
C 1987 года был женат на Алексе Д’Авалон и проживал с ней в Ла Коннер, в штате Вашингтон. У них три сына: Рик, Кирк и Флитвуд, все они от предыдущих браков.
Роббинс был другом писателя и философа Теренса Маккена, который очень повлиял на его творчество.

### Смерть
Умер 9 февраля 2025 года в Ла Коннере, штат Вашингтон, в возрасте 92 лет.